# エコめがね
エコめがねは、NTTアノードエナジー傘下の株式会社NTTスマイルエナジーが提供する太陽光発電遠隔モニタリングサービスである。

## 概要
従来の太陽光発電システムは、屋内に設置された専用の壁かけモニターにより、発電量を確認するシステムであった。
これに対しエコめがねは、計測されたデータをクラウドサーバーに集積しており、ここにスマートフォン・タブレット端末・パソコン等からインターネットを介してアクセスすることにより、専用の端末を必要とせずとも、いつでもどこからでも他のユーザとの比較なども行いながら家庭の電力情報や電気代を確認できるサービスである。
「見える化」だけではなく、住所情報から設置場所の日射量情報をクラウドサーバーに取り込み、発電情報と突合する事により、日射量計等を設置せずとも太陽光発電システムの発電量が適切かを診断する発電見守りサービスも提供している。

また太陽光発電オーナーの同意のもと、発電情報を太陽光発電システム販売会社に提供し、保守メンテナンスに活用できるサービス、エコめがねiも提供している。
2011年11月に家庭用太陽光発電システム向けにサービスを開始後、2012年8月には再生可能エネルギーの固定価格買取制度（全量買取制度）向けにもサービスを開始し、エコめがね取扱い事業者数は約3000社（2019年7月現在）、利用者の持つ太陽光パネルの総容量は約1,831,000kW（2019年7月現在）となっている。

## 沿革
- 2011年11月1日　エコめがね販売開始[1]。
- 2012年5月21日　太陽光発電システム販売事業者向けに、太陽光発電システムオーナーの発電状況を訪問せず遠隔から確認できる“エコめがねi”を提供開始[2]。
- 2012年7月2日〜9月28日　株式会社グラモと共同で、一般家庭を対象にエコめがねを利用したデマンドレスポンスのトライアル 『1kＷ LOVE』を実施[3][4]。
- 2012年8月1日　太陽光発電の全量買取制度向けのエコめがねサービスの提供開始[5]。
- 2012年11月1日　通信機能を内蔵した太陽光発電システム遠隔モニタリングサービス、「エコめがね」全量モバイルパック　提供開始[6]。
- 2012年12月12日　エコめがねユーザーが消費電力量の変化を通じて生活見守りができるスマートフォン向けアプリ『イエコエ』提供開始[7]。
- 2013年3月5日　エコめがねのユーザーパネル総量が10,000kWを突破。
- 2013年7月1日　「エネルギー管理システム導入促進事業費補助金（HEMS導入事業）」の補助金対象機器　“エコめがね”HEMSパック発売開始[8]。
- 2013年12月15日　　エコめがねのユーザーパネル総量が100,000kWを突破。
- 2013年12月　「エコめがね」全量モバイルパックが「ソーラーアワード2013　ビジネス部門」を受賞[9]。

## イメージキャラクター
さるる
ママ（飼い主）を励まし、いたわり、サポートするペットのさる。ママが大好き。本人はママをしっかり完璧にサポートしている、と思い込んでいるが、実はときに間違ったり、おっちょこちょいで失敗したりする。
- たからもの：つかっている電気量が見える、ふしぎなエコめがね。家宝でいつも肌身離さずもっている。
- とくぎ：家の電気をエコめがねでみまもること。
- すきなたべもの：ドーナツ、もも、たくあん
- しゅみ：お花あつめ。
- すきなこと：ママとのスキンシップ。晴れた日に屋根の上でお昼寝すること。